# Little Mecatina
Il Little Mecatina  è un fiume canadese, lungo quasi 550 chilometri. Le sorgenti si trovano nel territorio di Terranova e Labrador, poi il fiume scorre verso sud ed entra in Québec, per poi sfociare nel Golfo di San Lorenzo.